# Verein für Leibesübungen von 1899 2017-2018
Questa voce raccoglie le informazioni riguardanti il Verein für Leibesübungen von 1899 nelle competizioni ufficiali della stagione 2017-2018.

## Stagione
Nella stagione 2017-2018 l'Osnabrück, allenato da Joe Enochs e Daniel Thioune, concluse il campionato di 3. Liga al 17º posto. In Coppa di Germania l'Osnabrück fu eliminato al secondo turno dal Norimberga.

## Rosa
| N. |                        | Ruolo | Calciatore        |
| -- | ---------------------- | ----- | ----------------- |
| 1  | Germania (bandiera)    | P     | Tim Paterok       |
| 2  | Germania (bandiera)    | D     | Marcel Ruschmeier |
| 3  | Germania (bandiera)    | D     | Furkan Zorba      |
| 4  | Germania (bandiera)    | D     | Marcel Appiah     |
| 5  | Kazakistan (bandiera)  | D     | Konstantin Engel  |
| 6  | Germania (bandiera)    | D     | Alexander Dercho  |
| 7  | Kosovo (bandiera)      | D     | Bashkim Ajdini    |
| 8  | Germania (bandiera)    | A     | Utku Sen          |
| 9  | Germania (bandiera)    | A     | Halil Savran      |
| 10 | Germania (bandiera)    | C     | Christian Groß    |
| 11 | Germania (bandiera)    | A     | Marcos Álvarez    |
| 13 | Germania (bandiera)    | C     | Tim Danneberg     |
| 14 | Germania (bandiera)    | A     | Ahmet Arslan      |
| 15 | Paesi Bassi (bandiera) | A     | Jules Reimerink   |
| 16 | Germania (bandiera)    | D     | Marc Wachs        |
| 17 | Croazia (bandiera)     | D     | Adam Sušac        |

| N. |                        | Ruolo | Calciatore       |
| -- | ---------------------- | ----- | ---------------- |
| 18 | Stati Uniti (bandiera) | A     | Robert Kristo    |
| 19 | Germania (bandiera)    | A     | Steffen Tigges   |
| 20 | Germania (bandiera)    | A     | Marc Heider      |
| 21 | Germania (bandiera)    | P     | Marius Gersbeck  |
| 22 | Germania (bandiera)    | P     | Leon Tigges      |
| 23 | Germania (bandiera)    | C     | Christian Bickel |
| 24 | Germania (bandiera)    | A     | Jannik Tepe      |
| 25 | Germania (bandiera)    | A     | Emmanuel Iyoha   |
| 26 | Germania (bandiera)    | C     | Sebastian Klaas  |
| 27 | Germania (bandiera)    | D     | Kim Falkenberg   |
| 28 | Germania (bandiera)    | D     | Tim Möller       |
| 29 | Kosovo (bandiera)      | C     | Kamer Krasniqi   |
| 30 | Germania (bandiera)    | D     | Felix Agu        |
| 31 | Germania (bandiera)    | P     | Yannick Rohrmann |
| 37 | Germania (bandiera)    | D     | Stephen Sama     |

## Organigramma societario
Area tecnica
- Allenatore: Daniel Thioune
- Allenatore in seconda: Merlin Polzin
- Preparatore dei portieri: Rolf Meyer
- Preparatori atletici: Patrick Jochmann

## Calciomercato

### Sessione estiva
| Acquisti | Acquisti          | Acquisti              | Acquisti |
| R.       | Nome              | da                    | Modalità |
| -------- | ----------------- | --------------------- | -------- |
| A        | Emmanuel Iyoha    | Fortuna Düsseldorf    |          |
| D        | Marc Wachs        | Dinamo Dresda         |          |
| C        | Christian Bickel  | Paderborn             |          |
| C        | Tim Danneberg     | Chemnitz              |          |
| P        | Tim Paterok       | Rödinghausen          |          |
| D        | Marcel Ruschmeier | Osnabrück II          |          |
| D        | Furkan Zorba      | Eintracht Francoforte |          |

| Cessioni | Cessioni             | Cessioni             | Cessioni |
| R.       | Nome                 | a                    | Modalità |
| -------- | -------------------- | -------------------- | -------- |
| D        | Nazım Sangaré        | Antalyaspor          |          |
| A        | Kwasi Wriedt         | Bayern Monaco II     |          |
| P        | Bernd Düker          | BV Essen             |          |
| D        | Mohamed El-Bouazzati | Borussia Dortmund II |          |
| C        | Michael Hohnstedt    | Sportfreunde Lotte   |          |
| P        | Frank Lehmann        | Elversberg           |          |
| A        | Addy-Waku Menga      | Rehden               |          |
| A        | Kemal Rüzgar         | Viktoria Colonia     |          |
| D        | Anthony Syhre        | Kickers Würzburg     |          |

### Sessione invernale
| Acquisti | Acquisti     | Acquisti       | Acquisti |
| R.       | Nome         | da             | Modalità |
| -------- | ------------ | -------------- | -------- |
| A        | Utku Sen     | Holstein Kiel  |          |
| D        | Stephen Sama | Greuther Fürth |          |

| Cessioni | Cessioni | Cessioni | Cessioni |
| R.       | Nome     | a        | Modalità |
| -------- | -------- | -------- | -------- |

## Risultati

### 3. Liga

#### Girone di andata
| Arbitro: | Stegemann |

|                                 |           |                             |
| Stroh-Engel 69’ Fink 73’ (rig.) | Marcatori | 13’ Reimerink 38’ Danneberg |

| Arbitro: | Dietz |

|  |           |                                                |
|  | Marcatori | 5’ Schäffler 21’ Ruprecht 89’ Funk 90’ Andrist |

| Arbitro: | Schwermer |

|                                          |           |  |
| Farrona-Pulido 42’ Scheu 48’ Pazurek 70’ | Marcatori |  |

| Arbitro: | Thomsen |

|                                  |           |                                  |
| Savran 6’ Álvarez 43’ Tigges 81’ | Marcatori | 15’, 70’ (rig.) Pintol 78’ Helwe |

| Chemnitz 19 agosto 2017, ore 14:00 CEST 5ª giornata | Chemnitz | 0 – 0 referto | Osnabrück | community4you Arena (5 710 spett.)\| Arbitro: \| Ittrich \| |
| Arbitro:                                            | Ittrich  |               |           |                                                             |

| Arbitro: | Kempkes |

|             |           |  |
| Álvarez 51’ | Marcatori |  |

| Arbitro: | Lossius |

|  |           |               |
|  | Marcatori | 14’ Danneberg |

| Arbitro: | Jöllenbeck |

|  |           |           |
|  | Marcatori | 3’ Razeek |

| Arbitro: | Stegemann |

|                 |           |  |
| Granatowski 39’ | Marcatori |  |

| Arbitro: | Zorn |

|            |           |           |
| Heider 54’ | Marcatori | 72’ Ademi |

| Arbitro: | Jablonski |

|                                                             |           |                   |
| Kittner 4’ Rühle 29’ Kobylański 51’ (rig.) Rinderknecht 83’ | Marcatori | 48’ (rig.) Savran |

| Arbitro: | Petersen |

|  |           |                               |
|  | Marcatori | 14’ Rother 22’ (rig.) Türpitz |

| Arbitro: | Bacher |

|                       |           |  |
| Hüsing 7’ Hilßner 90’ | Marcatori |  |

| Arbitro: | Fritsch |

|                                               |           |  |
| Reimerink 20’ Álvarez 45’ Sušac 57’ Wachs 72’ | Marcatori |  |

| Arbitro: | Hartmann |

|                              |           |  |
| Zolinski 37’, 63’ Krauße 61’ | Marcatori |  |

| Arbitro: | Storks |

|                                                    |           |            |
| Heider 30’ Álvarez 37’ (rig.) Ajdini 62’ Iyoha 75’ | Marcatori | 21’ Schorr |

| Jena 25 novembre 2017, ore 14:00 CET 17ª giornata | Carl Zeiss Jena | 0 – 0 referto | Osnabrück | Ernst-Abbe-Sportfeld (3 885 spett.)\| Arbitro: \| Brütting \| |
| Arbitro:                                          | Brütting        |               |           |                                                               |

| Arbitro: | Börner |

|                       |           |                      |
| Käuper 2’ Schmidt 77’ | Marcatori | 33’ Klaas 78’ Heider |

| Arbitro: | Koslowski |

|                          |           |  |
| Heider 14’ Danneberg 75’ | Marcatori |  |

#### Girone di ritorno
| Osnabrück 14 febbraio 2018, ore 19:00 CET 20ª giornata | Osnabrück | 0 – 0 referto | Karlsruhe | Stadion an der Bremer Brücke (8 137 spett.)\| Arbitro: \| Müller \| |
| Arbitro:                                               | Müller    |               |           |                                                                     |

| Arbitro: | Schlager |

|                                                                              |           |          |
| Mockenhaupt 4’ Ruprecht 20’ Brandstetter 36’ Diawusie 44’ Andrist 83’ (rig.) | Marcatori | 9’ Engel |

| Arbitro: | Thomsen |

|                             |           |                          |
| Danneberg 42’ Reimerink 75’ | Marcatori | 1’ Dahmani 9’ Keita-Ruel |

| Arbitro: | Zorn |

|           |           |  |
| Ajani 53’ | Marcatori |  |

| Arbitro: | Müller |

|                                                                                         |           |              |
| Álvarez 22’ (rig.) Heider 57’ Reimerink 62’ Danneberg 65’ Grote 69’ (aut.) Krasniqi 87’ | Marcatori | 79’ Baumgart |

| Arbitro: | Kampka |

|                               |           |                                      |
| Heyer 11’ Pires-Rodrigues 51’ | Marcatori | 6’ (rig.), 25’ Álvarez 90’ Danneberg |

| Arbitro: | Winter |

|                      |           |          |
| Heider 64’ Iyoha 77’ | Marcatori | 88’ Sané |

| Arbitro: | Haslberger |

|                                      |           |                                               |
| Huth 18’, 65’ Crnkić 25’ Laurito 48’ | Marcatori | 6’ Álvarez 29’ Heider 37’ Danneberg 67’ Iyoha |

| Arbitro: | Weickenmeier |

|                          |           |                      |
| Heider 69’ Reimerink 73’ | Marcatori | 14’ Girth 81’ Gebers |

| Arbitro: | Fritz |

|           |           |  |
| Ademi 28’ | Marcatori |  |

| Arbitro: | Müller |

|  |           |              |
|  | Marcatori | 28’ Grimaldi |

| Arbitro: | Badstübner |

|                         |           |  |
| Türpitz 57’ Schwede 90’ | Marcatori |  |

| Arbitro: | Bacher |

|            |           |            |
| Arslan 50’ | Marcatori | 17’ Breier |

| Arbitro: | Fritsch |

|               |           |           |
| Washausen 45’ | Marcatori | 4’ Heider |

| Arbitro: | Petersen |

|  |           |                                                      |
|  | Marcatori | 33’ Krauße 51’, 60’ Antwi-Adjei 75’ Tietz 85’ Wassey |

| Arbitro: | Weickenmeier |

|                           |           |               |
| Schnellbacher 63’ Bär 84’ | Marcatori | 55’ Reimerink |

| Arbitro: | Zorn |

|           |           |                       |
| Engel 78’ | Marcatori | 53’ Mauer 67’ Wolfram |

| Arbitro: | Jöllenbeck |

|          |           |             |
| Iyoha 9’ | Marcatori | 65’ Schmidt |

| Arbitro: | Fritsch |

|                                  |           |          |
| Nicu 7’ Müller 31’, 57’ Hain 89’ | Marcatori | 52’ Tepe |

### Coppa di Germania
| Arbitro: | Aytekin |

|                                  |           |                 |
| Savran 39’ Heider 61’ Arslan 71’ | Marcatori | 74’ (rig.) Wood |

| Arbitro: | Dankert |

|                            |           |                                     |
| Álvarez 4’ (rig.) Groß 63’ | Marcatori | 38’ Ishak 50’ Leibold 72’ Valentini |

## Statistiche

### Statistiche di squadra
| Competizione      | Punti | In casa | In casa | In casa | In casa | In casa | In casa | In trasferta | In trasferta | In trasferta | In trasferta | In trasferta | In trasferta | Totale | Totale | Totale | Totale | Totale | Totale | DR  |
| Competizione      | Punti | G       | V       | N       | P       | Gf      | Gs      | G            | V            | N            | P            | Gf           | Gs           | G      | V      | N      | P      | Gf     | Gs     | DR  |
| ----------------- | ----- | ------- | ------- | ------- | ------- | ------- | ------- | ------------ | ------------ | ------------ | ------------ | ------------ | ------------ | ------ | ------ | ------ | ------ | ------ | ------ | --- |
| 3. Liga           | 37    | 19      | 6       | 7       | 6       | 30      | 28      | 19           | 2            | 6            | 11           | 17           | 39           | 38     | 8      | 13     | 17     | 47     | 67     | -20 |
| Coppa di Germania | -     | 2       | 1       | 0       | 1       | 5       | 4       | 0            | 0            | 0            | 0            | 0            | 0            | 2      | 1      | 0      | 1      | 5      | 4      | +1  |
| Totale            | 37    | 21      | 7       | 7       | 7       | 35      | 32      | 19           | 2            | 6            | 11           | 17           | 39           | 40     | 9      | 13     | 18     | 52     | 71     | -19 |

### Andamento in campionato
| Giornata  | 1 | 2  | 3  | 4  | 5  | 6  | 7  | 8  | 9  | 10 | 11 | 12 | 13 | 14 | 15 | 16 | 17 | 18 | 19 | 20 | 21 | 22 | 23 | 24 | 25 | 26 | 27 | 28 | 29 | 30 | 31 | 32 | 33 | 34 | 35 | 36 | 37 | 38 |
| --------- | - | -- | -- | -- | -- | -- | -- | -- | -- | -- | -- | -- | -- | -- | -- | -- | -- | -- | -- | -- | -- | -- | -- | -- | -- | -- | -- | -- | -- | -- | -- | -- | -- | -- | -- | -- | -- | -- |
| Luogo     | T | C  | T  | C  | T  | C  | T  | C  | T  | C  | T  | C  | T  | C  | T  | C  | T  | T  | C  | C  | T  | C  | T  | C  | T  | C  | T  | C  | T  | C  | T  | C  | T  | C  | T  | C  | C  | T  |
| Risultato | N | P  | P  | N  | N  | V  | V  | P  | P  | N  | P  | P  | P  | V  | P  | V  | N  | N  | V  | N  | P  | N  | P  | V  | V  | V  | N  | N  | P  | P  | P  | N  | N  | P  | P  | P  | N  | P  |
| Posizione | 8 | 17 | 18 | 17 | 15 | 12 | 10 | 12 | 16 | 17 | 18 | 18 | 18 | 17 | 18 | 15 | 16 | 16 | 14 | 15 | 15 | 17 | 17 | 17 | 16 | 13 | 12 | 12 | 12 | 15 | 15 | 17 | 17 | 17 | 17 | 17 | 17 | 17 |

Legenda:

Luogo: C = Casa; T = Trasferta. Risultato: V = Vittoria; N = Pareggio; P = Sconfitta.

### Statistiche dei giocatori
| Giocatore     | 3. Liga  | 3. Liga | 3. Liga     | 3. Liga    | Coppa di Germania | Coppa di Germania | Coppa di Germania | Coppa di Germania | Totale   | Totale | Totale      | Totale     |
| Giocatore     | Presenze | Reti    | Ammonizioni | Espulsioni | Presenze          | Reti              | Ammonizioni       | Espulsioni        | Presenze | Reti   | Ammonizioni | Espulsioni |
| ------------- | -------- | ------- | ----------- | ---------- | ----------------- | ----------------- | ----------------- | ----------------- | -------- | ------ | ----------- | ---------- |
| F. Agu        | 2        | 0       | 2           | 0          | 0                 | 0                 | 0                 | 0                 | 2        | 0      | 2           | 0          |
| B. Ajdini     | 26       | 1       | 6           | 0          | 1                 | 0                 | 1                 | 0                 | 27       | 1      | 7           | 0          |
| M. Appiah     | 29       | 0       | 3           | 0          | 1                 | 0                 | 0                 | 1                 | 30       | 0      | 3           | 1          |
| A. Arslan     | 26       | 1       | 6           | 0          | 2                 | 1                 | 0                 | 0                 | 28       | 2      | 6           | 0          |
| C. Bickel     | 7        | 0       | 1           | 0          | 0                 | 0                 | 0                 | 0                 | 7        | 0      | 1           | 0          |
| T. Danneberg  | 38       | 7       | 2           | 0          | 2                 | 0                 | 0                 | 0                 | 40       | 7      | 2           | 0          |
| A. Dercho     | 0        | 0       | 0           | 0          | 0                 | 0                 | 0                 | 0                 | 0        | 0      | 0           | 0          |
| K. Engel      | 18       | 2       | 5           | 2          | 1                 | 0                 | 0                 | 0                 | 19       | 2      | 5           | 2          |
| K. Falkenberg | 8        | 0       | 5           | 0          | 0                 | 0                 | 0                 | 0                 | 8        | 0      | 5           | 0          |
| M. Gersbeck   | 32       | 0       | 3           | 0          | 2                 | 0                 | 0                 | 0                 | 34       | 0      | 3           | 0          |
| C. Groß       | 35       | 0       | 14          | 0          | 2                 | 1                 | 0                 | 0                 | 37       | 1      | 14          | 0          |
| M. Heider     | 29       | 9       | 2           | 0          | 2                 | 1                 | 0                 | 0                 | 31       | 10     | 2           | 0          |
| E. Iyoha      | 25       | 4       | 1           | 0          | 0                 | 0                 | 0                 | 0                 | 25       | 4      | 1           | 0          |
| S. Klaas      | 15       | 1       | 2           | 0          | 1                 | 0                 | 0                 | 0                 | 16       | 1      | 2           | 0          |
| K. Krasniqi   | 18       | 1       | 3           | 0          | 1                 | 0                 | 1                 | 0                 | 19       | 1      | 4           | 0          |
| R. Kristo     | 10       | 0       | 1           | 0          | 2                 | 0                 | 0                 | 0                 | 12       | 0      | 1           | 0          |
| T. Möller     | 1        | 0       | 0           | 0          | 0                 | 0                 | 0                 | 0                 | 1        | 0      | 0           | 0          |
| T. Paterok    | 3        | 0       | 0           | 0          | 0                 | 0                 | 0                 | 0                 | 3        | 0      | 0           | 0          |
| J. Reimerink  | 31       | 6       | 8           | 0          | 2                 | 0                 | 0                 | 0                 | 33       | 6      | 8           | 0          |
| Y. Rohrmann   | 0        | 0       | 0           | 0          | 0                 | 0                 | 0                 | 0                 | 0        | 0      | 0           | 0          |
| M. Ruschmeier | 1        | 0       | 0           | 0          | 0                 | 0                 | 0                 | 0                 | 1        | 0      | 0           | 0          |
| S. Sama       | 13       | 0       | 5           | 0          | 0                 | 0                 | 0                 | 0                 | 13       | 0      | 5           | 0          |
| N. Sangaré    | 6        | 0       | 0           | 0          | 1                 | 0                 | 1                 | 0                 | 7        | 0      | 1           | 0          |
| H. Savran     | 11       | 2       | 4           | 0          | 1                 | 1                 | 1                 | 0                 | 12       | 3      | 5           | 0          |
| B. Schulz     | 2        | 0       | 0           | 0          | 0                 | 0                 | 0                 | 0                 | 2        | 0      | 0           | 0          |
| U. Sen        | 9        | 0       | 2           | 0          | 0                 | 0                 | 0                 | 0                 | 9        | 0      | 2           | 0          |
| A. Sušac      | 33       | 1       | 7           | 0          | 2                 | 0                 | 1                 | 0                 | 35       | 1      | 8           | 0          |
| J. Tepe       | 2        | 1       | 0           | 0          | 0                 | 0                 | 0                 | 0                 | 2        | 1      | 0           | 0          |
| L. Tigges     | 4        | 0       | 0           | 0          | 0                 | 0                 | 0                 | 0                 | 4        | 0      | 0           | 0          |
| S. Tigges     | 27       | 1       | 1           | 0          | 0                 | 0                 | 0                 | 0                 | 27       | 1      | 1           | 0          |
| M. Wachs      | 28       | 1       | 4           | 0          | 1                 | 0                 | 0                 | 0                 | 29       | 1      | 4           | 0          |
| K. Wriedt     | 3        | 0       | 0           | 0          | 0                 | 0                 | 0                 | 0                 | 3        | 0      | 0           | 0          |
| F. Zorba      | 4        | 0       | 1           | 0          | 2                 | 0                 | 1                 | 1                 | 6        | 0      | 2           | 1          |
| M. Álvarez    | 33       | 8       | 5           | 0          | 2                 | 1                 | 1                 | 0                 | 35       | 9      | 6           | 0          |